# 장안읍
장안읍(長安邑)은 부산광역시 기장군의 읍이다.

## 유래
성내(城內)라는 뜻으로 잣안이 장안으로 되었다. 서울을 장안이라 하는데 장안은 잣안이고 잣은 성(城)의 고어(古語)이고, 안은 안쪽 내(內)이다. 장안읍사무소의 소재지가 되는 좌천리(佐川里)가 옛날의 성내(城內)이고 장안이다.

## 역사
- 1914년 4월 1일 기장군 상북면(上北面) 등을 동래군 장안면(長安面)으로 합면하였다.[1] (14법정리)

| 구 행정구역        | 신 행정구역        | 신 행정구역                                                |
| ------------------ | ------------------ | ---------------------------------------------------------- |
| 기장군 상북면 일원 | 동래군 장안면 일원 | 고리, 길천리, 오리, 명례리, 장안리, 기룡리, 용소리, 효암리 |
| 기장군 중북면 일부 | 동래군 장안면 일원 | 반룡리, 좌천리, 월내리, 임랑리, 좌동리, 덕선리             |
- 1973년 7월 1일 동래군이 폐지되어 양산군에 편입되었다.[2]
- 1985년 10월 1일 장안면을 장안읍으로 승격하였다.[3]
- 1986년 11월 1일 옛 기장군 지역을 관할하는 양산군 동부출장소가 설치되었다.[4]
- 1995년 3월 1일 경상남도 양산군 동부출장소를 기장군으로 분군하고, 부산광역시에 편입되었다.[5]

## 행정 구역
| 법정리 | 한자명 | 행정리                                         | 비고                  |
| ------ | ------ | ---------------------------------------------- | --------------------- |
| 고리   | 古里   |                                                | 거주 인구 없음        |
| 기룡리 | 寄龍里 | 하근(下根), 기룡                               |                       |
| 길천리 | 吉川里 | 길천, 고원(古原)                               |                       |
| 덕선리 | 德仙里 | 선암(仙岩), 내덕(內德)                         |                       |
| 명례리 | 鳴禮里 | 대명(大鳴), 신명(新鳴), 도야(島野)             |                       |
| 반룡리 | 盤龍里 | 반룡, 구기(舊基), 고무(古武)                   |                       |
| 오리   | 五里   | 대룡(大龍), 판곡(板谷), 신리(新里), 개천(開川) |                       |
| 용소리 | 龍沼里 | 용소                                           |                       |
| 월내리 | 月內里 | 월내                                           |                       |
| 임랑리 | 林浪里 | 임랑                                           |                       |
| 장안리 | 長安里 | 하장안(下長安), 상장안(上長安)                 |                       |
| 좌동리 | 佐東里 | 좌동, 덕산(德山)                               |                       |
| 좌천리 | 佐川里 | 좌천, 시장(市場)                               | 읍행정복지센터 소재지 |
| 효암리 | 孝巖里 |                                                | 거주 인구 없음        |

## 주요 시설

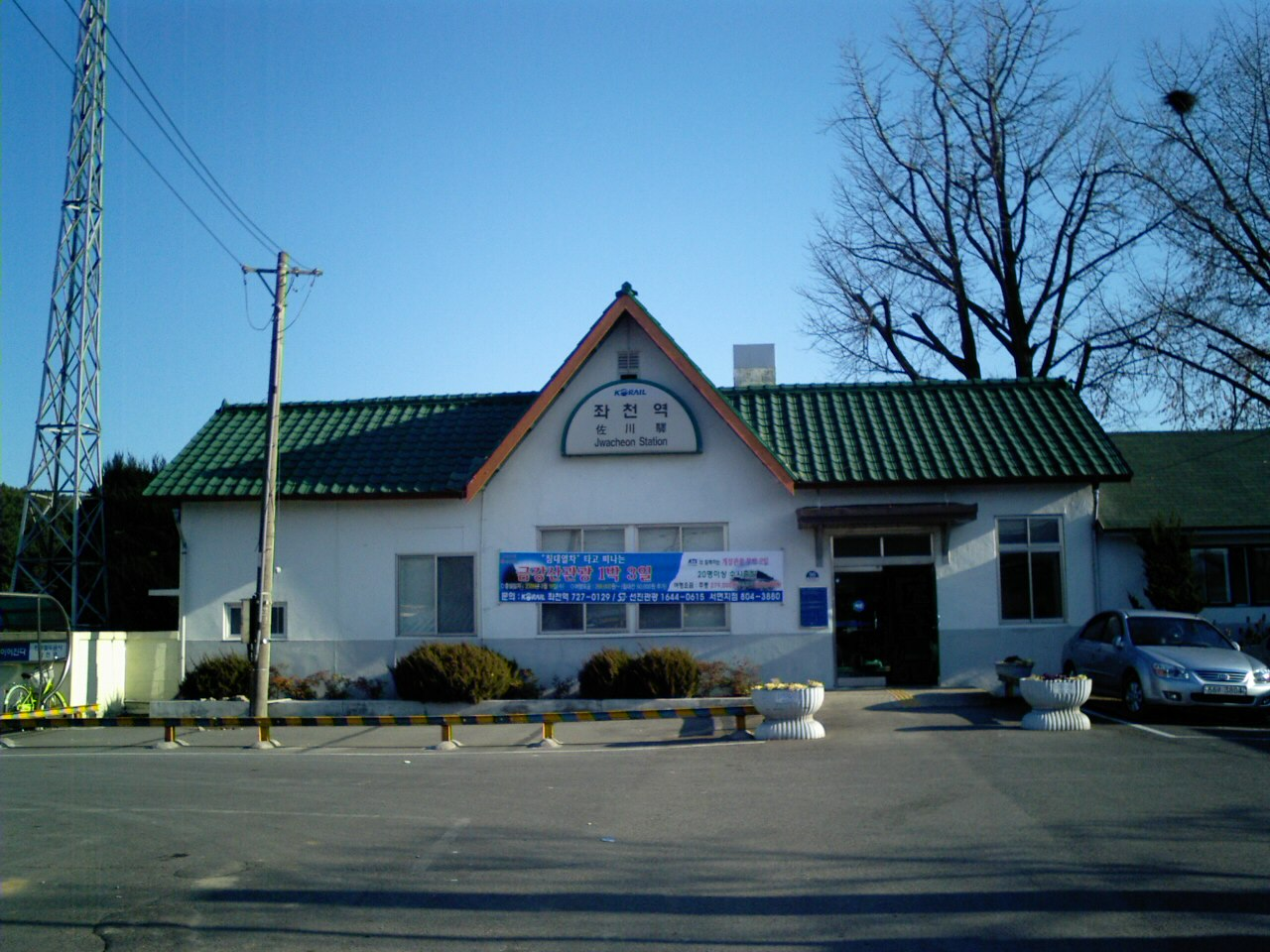
좌천역

- 장안읍사무소
- 장안보건지소
- 부산기장경찰서 장안치안센터
- 대변파출소
- 좌천우체국
- 월내우체국
- 좌천역
- 월내역
- 동부산농협
- 부산동부수협
- 동남권원자력의학원
- 고리원자력발전소
- 장안산업단지
- 산례단지

## 교육 기관
- 월내초등학교 병설유치원
- 좌천초등학교
- 월내초등학교
- 장안초등학교
- 장안중학교
- 부산장안고등학교
- 장안제일고등학교
- 장안산업단지
- 명례산업단지

## 명소
- 임랑해수욕장
- 장안사
- 부산 프리미엄 아울렛
- 박태준 기념관